# Fedor Likholitov
Fedor Likholitov (en russe : Фёдор Анатольевич Лихолитов), né le 14 mars 1980, à Léningrad, dans la République socialiste fédérative soviétique de Russie (Union soviétique), est un joueur russe de basket-ball. Il évolue au poste d'ailier fort et de pivot.

## Palmarès
- EuroCup Challenge 2003
- Coupe ULEB 2006
- Coupe de Grèce 2004
- Coupe de Russie 2012